# Seznam osebnosti iz Občine Sveti Jurij ob Ščavnici
Seznam osebnosti iz občine Sv. Jurij ob Ščavnici vsebuje osebnosti, ki so na različne načine prispevale h kulturno-zgodovinski podobi občine Sv. Jurij ob Ščavnici.

## Do 19. stol.
- Ivan Vrabl (1695, Sveti Jurij ob Ščavnici – 1764), slovenski učitelj in cerkovnik.
- Jožef Štuhec (1777, Stanetinci – 1821), slovenski ljudski pesnik in skladatelj.

## 19. stol.
- Koloman Kvas (30. november 1790, Rožički Vrh – 29. december 1867, Gradec), prvi profesor slovenščine na graškem vseučilišču.
- Jakob Košar (14. julij 1814, Slaptinci – 13. april 1846, Gradec), slovenski pesnik, narodni buditelj, duhovnik in prevajalec.
- Davorin Trstenjak (8. november 1817, Kraljevci – 2. februar 1881, Stari trg, Slovenj Gradec), slovenski narodni buditelj, pesnik, pripovednik, zagovornik panslavizma, ustanovitelj in prvi predsednik Društva slovenskih pisateljev.
- Franc Hrašovec (31. avgust 1821, Sveti Jurij ob Ščavnici – 25. julij 1909, Gradec), slovenski pravnik in društveni delavec.
- Bartol Kocuvan (16. avgust 1828, Sv. Jurij ob Ščavnici – 25. oktober 1889, Ižakovci), slovenski učitelj, domoljub in avtor.
- Jakob Ploj (11. julij 1830, Grabonoš – 28. februar 1899, Ptuj), odvetnik.
- Anton Kupljen (29. november 1841, Žihlava – 11. november 1902, Celje), slovenski notar, zbiralec ljudskega blaga in gospodarski publicist.
- Martin Jurkovič (27. oktober 1847, Kraljevci – 16. november 1926, Ptuj), slovenski nabožni pisatelj, duhovnik in prošt.
- Jernej Košar (1848, Jamna – 1930), slovenski slikar (samouk) in društveni delavec.
- Mihael Vamberger (18. september 1851, Dragotinci – 18. julij 1930, Rečica), slovenski klasični filolog in stenograf.
- Klara Bonaventura Suhač (9. avgust 1853, Jamna – 10. junij 1891, Maribor), slovenska pesnica in vzgojiteljica.
- Anton Brumen (7. januar 1857, Sveti Jurij ob Ščavnici – 28. november 1930, Ptuj), slovenski dramatik in publicist.
- Karol Grossmann (27. oktober 1864, Drakovci – 3. avgust 1929, Ljutomer), slovenski odvetnik in pionir slovenskega filma.
- Franc Nemec (24. marec 1879, Dragotinci – ?), slovenski kipar.
- Anton Štuhec (13. januar 1884, Blaguš – 1. februar 1948, Ljubljana), slovenski pravnik in sodnik.
- Franc Košar (12. julij 1884, Slaptinci – 6. april 1952, Stara Gora), slovenski slikar.

## 20. in 21. stol.
- Jakob Žmavc (30. junij 1867, Rožički Vrh – 10. februar 1950, Sevnica), slovenski gimnazijski profesor in konservator.
- Fran Ilešič (30. julij 1871, Brezje pri Svetem Juriju ob Ščavnici – 1. julij 1942, Ljubljana, slovenski literarni zgodovinar in univerzitetni profesor.
- Anton Korošec (12. maj 1872, Biserjane pri Svetem Juriju ob Ščavnici – 14. december 1940, Beograd), slovenski politik in teolog.
- Franc Čuček (16. januar 1882, Kutinci – 1969), slovenski veletrgovec in industrialec.
- Ivan Vuk Starogorski (27. december 1882, Ženik – 12. november 1939, Ljubljana), slovenski pisatelj, publicist in kulturno-politični delavec.
- Edvard Vaupotič (25. avgust 1881, Videm – 1953, Maribor), slovenski polkovnik in eden najtesnejših sodelavcev generala Rudolfa Maistra v prelomnih dogodkih leta 1918/19, ko so potekali boji za Severno mejo.
- Drago Kocmut (1890, Videm – 1980, Sveti Jurij ob Ščavnici), slovenski stotnik.
- Edvard Kocbek (27. september 1904, Sveti Jurij ob Ščavnici – 3. november 1981, Ljubljana), slovenski pisatelj, pesnik in politik.
- Bratko Kreft (11. februar 1905, Maribor – 17. julij 1996, Ljubljana), slovenski dramatik, pripovednik, esejist, publicist, dramaturg, profesor, literarni zgodovinar in režiser.
- Ivan Kreft (20. december 1906, Radgona – 31. maj 1985, Ljubljana), slovenski publicist, diplomat, poslanec in španski borec.
- Milan Verk (7. oktober 1910, Sveti Jurij ob Ščavnici – 16. maj 1989, Maribor), slovenski kartograf.
- Janez Vidic (8. februar 1923, Ljubljana – 20. maj 1996, Maribor), slovenski slikar; v Dragotincih je imel domačijo in tam si je uredil letni atelje, kjer je preživel večino časa.
- Vekoslav Grmič (4. junij 1923, Dragotinci – 21. marec 2005, Maribor), slovenski duhovnik, škof, teolog, filozof in profesor.
- Viktor Vrbnjak (6. julij 1934, Selišči – 11. april 2005, Maribor), slovenski zgodovinar in arhivist.
- Lojze Veberič (30. maj 1936, Selišči), slovenski slikar in kipar (samouk).
- Miroslav Slana - Miros (4. julij 1949, Sovjak – 2019), slovenski dramatik, esejist, pesnik, pisatelj, publicist in kritik.
- Monika Čuš (18. avgust 1984, Ženik), slovenska zgodovinarka in pesnica.

## Častni občani občine
- Boris Pahor (26. avgust 1913, Trst), slovenski pisatelj.
- Vekoslav Grmič (4. junij 1923, Dragotinci – 21. marec 2005, Maribor), slovenski rimskokatoliški duhovnik, škof, teolog, filozof in profesor.
- Franc Lančič slovenski ljudski umetnik, komedijant, igralec in pesnik
- Lojze Veberič (30. maj 1936, Selišči), slovenski  slikar in kipar